# Phineas a Ferb
Phineas a Ferb (v anglickém originále Phineas and Ferb) je americký dětský animovaný televizní seriál.  Autory jsou Dan Povenmire a Jeff "Swampy" Marsh, kteří se v originále podílejí i na dabingu některých postav. První epizodu vytvořili na jaře roku 2007, poslední v létě 2015. V lednu 2023 bylo ohlášeno, že se plánuje 40 nových dílů. V České republice je vysílán stanicemi Disney Channel a ČT :D.

## Děj
Phineas Flynn a Ferb Fletcher jsou nevlastní bratři, žijící v americkém městě Danville, kteří se o letních prázdninách nudí a nechtějí je trávit jako ostatní, proto je třeba zahnat nudu kupříkladu stavbou skutečné horské dráhy, sestrojením stroje času a letem do budoucnosti, stavbou farmy na měsíci, záchrannou akcí rybičky jejich šikanujícího spolužáka Buforda nebo pomoci s realizací portálu na Mars. Při tom všem překročí nebo překroutí většinu dosud známých věd. K tomu všemu se chtě nechtě pletou pod nohy své starší sestře Candace a ta jim. Navíc jejich domácí mazlíček – ptakopysk Perry – je tajným agentem, který jako agent P pracuje pro tajnou špionážní organizaci O.W.C.A  (organizace hledající lepší akronym), kde je jeho přímým nadřízeným Major Monogram. Jeho hlavním úkolem je bojovat se zákeřným padouchem, Němcem Dr. Heinzem Doofenshmirtzem (v češtině Dutošvarcem), který stále vymýšlí různé plány, jak by ovládl svět. To se mu však nikdy nepodaří, protože jeho plány jsou velmi složité a špatně naplánované. Na konci každé epizody Dutošvarcovy přístroje způsobí, že dílo Phinease a Ferba zmizí chvíli před tím, než přijde domů jejich maminka Linda. Candace se snaží své bratry „nabonzovat“ mamince, ale vždy, když jí chce ukázat jejich veledílo, tak už pouze vidí, jak bratři sedí na zahradě pod stromem a Candace vypadá jako blázen.

## Postavy

### Hlavní postavy

#### Phineas Flynn
Phineas Flynn – je mu 9 let. Je Ferbův nevlastní bratr, má červené vlasy, nosí dlouhé modré kraťasy a bílo-oranžově pruhované tričko. Je to Ferbův parťák a jeden bez druhého nedají ani ránu. Má nad vším přehled. Vždy, když jim dodavatelé dovážejí materiál na jejich „projekt“, jeden z nich se ho vždy ptá: „Poslyš, Phineasi, nejsi trochu mladý na to, aby jsi..“, a příslušnou věc. Např.: Phineasi, nejsi trochu mladý na to, aby jsi stavěl horskou dráhu? (...objevoval Atlantidu?, ...létal na měsíc?, ...Cestoval v čase?) „Jó, jó to jsem!“ odpovídá vždy Phineas, protože takové věci opravdu s Ferbem dělá a je na to trochu mladý. Každý den spolu staví různé nadpřirozené věci (např.: skutečná horská dráha postavená za hodinu, stroj času, let na měsíc, portál na Mars, podmořská záchranná akce Bufordovy rybičky...). Jejich starší sestra Candace se to snaží ukázat mámě, ale díky Dr. Dutošvarcovi se jí to nikdy nepovede, jelikož jeho přístroje výtvory Phinease a Ferba vždy vymažou, přemístí, zmenší... prostě jejich dílo vždy zmizí dříve, než Candace přivede na zahradu jejich mámu, aby to viděla.

#### Ferb Fletcher
Ferb Fletcher – je mu 10 let. Je Phineasův nevlastní bratr, má zelené vlasy, nosí dlouhé fialové kalhoty a žluté tričko. Původem je Brit a občanstvím Američan, ale nechce se omezovat jen na stereotyp. Je to Phineasův parťák a jeden bez druhého nedají ani ránu. Stále mlčí a pokud mluví, tak jen tehdy, když je to opravdu nutné, nebo když zpívá v písničkách. Tam je jeho nejčastější žánr rap. Říká se o něm, že za něj mluví jeho činy. Do stavebních plánů přispívá hlavně technickými znalostmi a kreativní stránku věci přenechává hlavně Phineasovi. Každý den spolu staví různé nadpřirozené věci (např.: skutečná horská dráha postavená za hodinu, stroj času, let na měsíc, portál na Mars, podmořská záchranná akce Bufordovy rybičky...) Jejich starší sestra Candace se to snaží ukázat mámě, ale díky Dr. Dutošvarcovi se jí to nikdy nepovede, jelikož jeho přístroje výtvory Phinease a Ferba vždy vymažou, přemístí, zmenší, prostě jejich dílo vždy zmizí dříve, než Candace přivede na zahradu jejich mámu, aby to viděla. Už v normálním ději pořadu se mu líbí Vanessa, dcera Dr. Dutošvarce, a o deset let později s ní i začne chodit.

#### Candace Flynnová
Candace Gertrude Flynnová – je jí 16 let. Je starší sestra Phinease (vlastní) a Ferba (nevlastní). Má zrzavé vlasy, nosí červené tričko a bílou sukni. Stále se snaží Phinease a Ferba přistihnout při tom, jak staví „nadpřirozené“ věci, ale vůbec se jí to, díky Dr. Dutošvarcovi a Perrymu, nedaří. Máma jí nikdy nechce věřit, že Phineas a Ferb skutečně postavili to, co jí Candace tvrdí. Candace má nejlepší kamarádku Stacy a druhou nejlepší kamarádku Jenny. Taky se zná se starostovou neteří Vanessou nebo s velitelkou zálesaček Isabellou a jednou se dokonce stala královnou planety Marsu. V jednom díle se do ní dokonce zamiloval Buford, ale naštěstí ho to brzy přešlo. Candace už několik let chodí s Jeremym Johnsonem a v budoucnosti jsou manželé a mají spolu 3 děti - jednu dceru (Amanda) a dva syny (Xavier a Fred). I když na první pohled vypadá že nemá ráda Phinease a Ferba, doopravdy je má moc ráda, jenom se to stydí říct nahlas, (Stejně jako Perry a Dutošvarc)

#### Ptakopysk Perry
Ptakopysk Perry alias Agent P - je domácí mazlíček Phinease a Ferba. Ve skutečnosti však je tajný agent (agent P), který pracuje v organizaci O.W.C.A. Jeho posláním je bojovat proti zlému a zákeřnému Dr. Dutošvarcovi, který stále vymýšlí různé plány, jak ovládnout svět (nebo alespoň jejich stát). Na začátku každého dílu chytí Perryho do pasti a vypráví mu příběh ze svého dětství a proč musí ovládnout jejich stát. Perry se však z pasti dostane a nastává souboj dobra se zlem. Perry Dutošvarce porazí, zmaří mu jeho plány a odlétá tryskovým batohem. „Proklínám tě, ptakopysku Perry!!!“, volá za ním Dutošvarc na konci každého dílu.

#### Dr. Dutošvarc (Dr. Heinz Doofenshmirtz)
Dr. Heinz Doofenshmirtz - šílený vědec, který se snaží ovládnout celý jejich stát (možná jde o Kalifornii, ale není to nijak potvrzeno). Stále vyrábí nejrůznější ďábelské stroje, kterým říká „ovátory“, protože všechny jejich názvy končí na -ovátor (např.: mlhovátor, aplifikátor). Svůj doktorát si zakoupil za 15 $. Heinz se narodil v západoněmecké vesničce Gimmelstain, kde prožil své strastiplné dětství. Heinz musel nosit holčičí šatičky, protože si jeho rodiče mysleli, že se narodí holčička, ale narodil se kluk. Své 5. narozeniny musel slavit úplně sám. Taky musel v převleku dělat zahradního trpaslíka, protože toho pravého prodali, když přišla bída. Když bylo Heinzovi 15 let, rodiče ho poslali do obchodu pro podmáslí. Jenže obchod byl jen kulisa a ve skutečnosti to byla loď a tak se Heinz Dutošvarc dostal lodí do Ameriky. Navíc jeho rodiče měli vždy radši Heinzova mladšího bratra Rogera (viz Rodina Dutošvarců) než Heinze a proto se mu teď chce pomstít (viz ovátory). To se mu však nikdy nepovedlo (a nepovede) a jeho přístroje - ovátory - způsobí, že zmizí dílo Phinease a Ferba dříve, než Candace na zahradu přivede jejich mámu.

### Důležité vedlejší postavy

#### Rodina Flynnů - Fletcherů
- Linda Flynnová - Fletcherová - matka Phinease a Candace, Ferbova nevlastní. V každém díle ji Candace vede na zahradu, aby viděla, co Phineas a Ferb staví, ale díky Dr. Dutošvarcovi se jí to nedaří. Linda byla v 80. letech slavná zpěvačka pod pseudonymem Lindana.
- Lawrence Fletcher - Ferbův táta, Phineasův a Candyin nevlastní. Pracuje jako starožitník a ostatní ho mají za podivína. Pochází z Velké Británie.
- Candace - viz Candace Flynnová
- Phineas - viz Phineas Flynn
- Ferb - viz Ferb Fletcher

#### Kamarádi Phinease a Ferba
- Isabella Garcia Shapirová - je velitelka zálesaček. Taky je šíleně zamilovaná do Phinease (který o ni zatím nejeví zájem, respektive nedochází mu, co se mu Isabella snaží naznačit), každé ráno ho zdraví svou proslulou větou: „Ahoj Phineasi, co to děláááš?“. Má malého pejska čivavu Pinkyho.
- Baljeet - ostatní ho považují za šprta. I přesto, že ho Buford stále šikanuje, jsou dobrými kamarády. Baljeet pochází z Indie.
- Buford van Stomm - Buford se zdá být tlustý a hloupý, v několika dílech seriálu ale projeví velkou inteligenci a hluboké znalosti v některých oborech. I přesto, že šikanuje Baljeeta, jsou dobrými kamarády. Buford má malou zlatou rybičku jménem Biff. Jeho rodina je z Holandska.
- Irving - viz Okrajové postavy
- Jeremy Johnson - Candyin kluk. Chodí spolu už několik let a v budoucnosti jsou dokonce manželé a mají spolu 3 děti - Amandu, Xaviera a Freda.
- Stacy Hiranová - Candyina nejlepší kamarádka. Je napůl Američanka a napůl Japonka.

#### Rodina Dutošvarců
- Dr. Heinz Doofensfmirtz - viz Dutošvarc
- Vanessa Doofenshmirtzová - dcera šíleného vědce Dr. Heinze Dutošvarce, je Emo. Zamiloval se do ní Ferb a na chvíli i ona do něho, ale nakonec začala chodit se synem majora Monograma, Monty Monogramem.
- Charleane Doofenshmirtzová - viz Okrajové postavy
- Roger Doofenshmirtz - Bratr Dr. Dutošvarce a starosta města Danville, jeho bratr Heinz ho nenávidí, protože v dětství měli rodiče radši Rogera než Heinze. Heinz se snaží Rogera všelijak znemožnit, aby se ho zbavil a sám mohl ovládnout jejich stát (údajně jde o Kalifornii), ale nikdy se mu to nepovedlo.
- José Doofenshmirtz - dědeček Hainze a Rogera. Pocházel (jako všichni Dutošvarcové) z Německa, většinu života ale strávil v Mexiku a proto si začal říkat José. Má mnoho synů, mezi nimi i otce Heinze a Rogera.
- Sineclone Doofenshmirtz - strýc Heinze a Rogera (bratr jejich otce, syn Josého), jako všichni Dutošvarcové Němec. Proslavil se zejména díky svému parnímu automobilu - Gimmelsteinský Bum-Bác 3000, který sestrojil ze zbytků okupačních strojů.

#### Organizace OHLA
O.H.L.A. je fiktivní organizace ze seriálu Phineas a Ferb, která je zaměřena na boj se zlem. Jejím nepřítelem je padoušská aliance P.L.I.V.A.N.E.C.Z. Zkratka O.H.L.A. znamená Organizace Hledající Lepší Akronym, a protože lze přečíst dohromady jako Ohla, je akronym. Členové:
- major Francis Monogram - velitel organizace O.H.L.A. Je mu kolem 60 let. Každý den dá Agentovi P informace a úkoly, co má udělat (téměř vždy se jedná o Dr. Doofenschmirze). Má knírek, ze kterého si ostatní postavy často dělají legraci. Má syna Montyho, se kterým chodí Vanessa - dcera Dr. Doofenschmirze, Monogramova nepřítele. Maj. Monogramovi se též říká Muž z obrazovky, protože zprávu o úkolu vždy dává přes obrazovku a téměř nikdy není jinde vidět. Má asistenta Carla.
- Carl - nosí bílé tričko, černé kalhoty a fialové hliníkové brýle. Je to neplacený stážista (Později placený, ale jak řekl sám Monogram:„Je to jen pozice, žádný plat nečekejte“, takže si moc nepomohl.) a také kameraman v organizaci O.H.L.A., má neustálé komentáře a poznámky k maj. Monogramovi.
- Agent P - viz ptakopysk Perry
- Další agenti: O.H.L.A. má i další členy, kterými jsou zvířecí agenti. Mezi nejznámější patří hlemýžď Sergei (Agent S), panda Petr, nebo čivava Pinky, která je domácí mazlíček Isabelly. (viz Okrajové postavy, 4. bod)

#### Zálesačky
Gretchen, Katie, Holly, Adyson, Ginger, Milly - zálesačky, jejich velitelkou je Isabella. Jako každé zálesačky samozřejmě sbírají odznáčky. Často pomáhají Phineasovi a Ferbovi při jejich projektech, ale jejich role je většinou malá.

### Okrajové postavy
- Norm - robot, kterého si Dr. Dutošvarc postavil, aby zničil ptakopyska Perrryho. Norm funguje na veverčí pohon, a proto se mu nic nestane při výpadku proudu ani energetických vlnách, které jsou v Danvillu časté. Norm si myslí, že Dr. Heinz Dutošvarc je jeho otec (což je vlastně pravda, když ho stvořil, ale Norm je robot a Dutošvarc člověk, takže to nejde brát doslova).
- Irving - velký fanoušek Phinease a Ferba, má album a ví o všem, co Phineas a Ferb za léto postavili. Nosí fialové brýle.
- Charleane Doofenshmirtzová - bývalá manželka Dr. Dutošvarce (rozvedli se), mají spolu dceru Vanessu. Je velice bohatá.
- Panda Petr - agent z O.H.L.A., dřívější nepřítel Dr. Dutošvarce, nyní nepřítel profesora Mysteria. Petr byl po čase z funkce odvolán a proti Dutošvarcovi byl nasazen Agent P (ptakopysk Perry). Panda Petr se vyskytuje v dílech „Jde o čas!“ , „Meap v Seattlu“, ...
- Pinky - Isabellin malý pejsek, čivava. Má rád grilované toasty se sýrem. Na první pohled je to jen domácí mazlíček, první zdání ale klame - ve skutečnosti je tajný agent, bojující proti zákeřné profesorce Bruttenfrainzové. Do češtiny je Pinky předabovavý jako Růženka. (V některých dílech mu ale stejně říkají Pinky)
- Prof. Bruttenfrainzová - šílená vědkyně, nepřítel čivavy Pinkyho. Snaží se zkrášlit a záhy ovládnout svět. To se jí však (stejně jako všem ostatním šíleným vědcům) nikdy nepovedlo.
- Rodney, plným jménem Alois Epherhard Elisabeth Otherphord Cannegilf Pharmessel Inthergharddy Cooper von Rodneystain - šílený vědec, který soupeří s Dr. Doofenschmirzem, kdo z nich je větší padouch a kdo se stane velitelem spolku P.L.I.V.A.N.E.C.Z. (Padoušská Liga Vědců Angažovaných v Ničení, Experimentech a Citové Zkáze
- Dr. Digitalis - šílený vědec a padouch velmi nízké postavy, člen organizace P.L.I.V.A.N.E.C.Z. Je proti němu nasazen agent pakůň Newton.
- Susie Johnsonová - Jeremyho malá sestřička (Jsou jí asi 3 roky). Stále se snaží Candace před Jeremym ztrapnit.
- Monty Monogram - syn majora Monograma, chodí s Vanessou Dutošvarcovou.
- Jenny - Candyina a Stacyina kamarádka. Je hippikářka, vede kampaň Zachraňte holuby!.
- Johnny - Vanessin kluk. Je Emo a pankáč. Johnny a Vanessa se ale rozešli a Vanessa nakonec začala chodit s Montym Monogramem.
- Lacy - Vanessina kamarádka. Je Emo.
- Händelovi Hoši - známá rocková kapela, v Danvillu hodně oblíbená. Má tři členy: zpěvák Danny, kytarista Bobby a bubeník Sherman alias Swampy.

## Rodokmen Flynnů-Fletcherů
|  |  |            |            |            |            |            |            |                   |                   |                          |                          |                          |                          | Clyde Flynn              | Clyde Flynn              | Clyde Flynn    | Clyde Flynn    | Clyde Flynn      | Clyde Flynn      |                  |                  | Betty Joe Flynnová | Betty Joe Flynnová | Betty Joe Flynnová | Betty Joe Flynnová | Betty Joe Flynnová         | Betty Joe Flynnová         |                            |                            |                            |                            |  |  |                   |                   |                   |                   |                   |                   |               |               |               |               |               |               |   |   |  |  |
|  |  |            |            |            |            |            |            |                   |                   |                          |                          |                          |                          | Clyde Flynn              | Clyde Flynn              | Clyde Flynn    | Clyde Flynn    | Clyde Flynn      | Clyde Flynn      |                  |                  | Betty Joe Flynnová | Betty Joe Flynnová | Betty Joe Flynnová | Betty Joe Flynnová | Betty Joe Flynnová         | Betty Joe Flynnová         |                            |                            |                            |                            |  |  |                   |                   |                   |                   |                   |                   |               |               |               |               |               |               |   |   |  |  |
|  |  |            |            |            |            |            |            |                   |                   |                          |                          |                          |                          |                          |                          |                |                |                  |                  |                  |                  |                    |                    |                    |                    |                            |                            |                            |                            |                            |                            |  |  |                   |                   |                   |                   |                   |                   |               |               |               |               |               |               |   |   |  |  |
|  |  |            |            |            |            |            |            |                   |                   |                          |                          |                          |                          |                          |                          |                |                |                  |                  |                  |                  |                    |                    |                    |                    |                            |                            |                            |                            |                            |                            |  |  |                   |                   |                   |                   |                   |                   |               |               |               |               |               |               |   |   |  |  |
|  |  |            |            |            |            |            |            |                   |                   |                          |                          |                          |                          |                          |                          |                |                |                  |                  |                  |                  |                    |                    |                    |                    |                            |                            |                            |                            |                            |                            |  |  |                   |                   |                   |                   |                   |                   |               |               |               |               |               |               |   |   |  |  |
|  |  |            |            |            |            |            |            |                   |                   |                          |                          |                          |                          |                          |                          |                |                |                  |                  |                  |                  |                    |                    |                    |                    |                            |                            |                            |                            |                            |                            |  |  |                   |                   |                   |                   |                   |                   |               |               |               |               |               |               |   |   |  |  |
|  |  | Bob Webber | Bob Webber | Bob Webber | Bob Webber | Bob Webber | Bob Webber |                   |                   | Tiana Flynnová-Webberová | Tiana Flynnová-Webberová | Tiana Flynnová-Webberová | Tiana Flynnová-Webberová | Tiana Flynnová-Webberová | Tiana Flynnová-Webberová |                |                | ?                | ?                | ?                | ?                | ?                  | ?                  |                    |                    | Linda Flynnová-Fletcherová | Linda Flynnová-Fletcherová | Linda Flynnová-Fletcherová | Linda Flynnová-Fletcherová | Linda Flynnová-Fletcherová | Linda Flynnová-Fletcherová |  |  | Lawrence Fletcher | Lawrence Fletcher | Lawrence Fletcher | Lawrence Fletcher | Lawrence Fletcher | Lawrence Fletcher |               |               | ?             | ?             | ?             | ?             | ? | ? |  |  |
|  |  | Bob Webber | Bob Webber | Bob Webber | Bob Webber | Bob Webber | Bob Webber |                   |                   | Tiana Flynnová-Webberová | Tiana Flynnová-Webberová | Tiana Flynnová-Webberová | Tiana Flynnová-Webberová | Tiana Flynnová-Webberová | Tiana Flynnová-Webberová |                |                | ?                | ?                | ?                | ?                | ?                  | ?                  |                    |                    | Linda Flynnová-Fletcherová | Linda Flynnová-Fletcherová | Linda Flynnová-Fletcherová | Linda Flynnová-Fletcherová | Linda Flynnová-Fletcherová | Linda Flynnová-Fletcherová |  |  | Lawrence Fletcher | Lawrence Fletcher | Lawrence Fletcher | Lawrence Fletcher | Lawrence Fletcher | Lawrence Fletcher |               |               | ?             | ?             | ?             | ?             | ? | ? |  |  |
|  |  |            |            |            |            |            |            |                   |                   |                          |                          |                          |                          |                          |                          |                |                |                  |                  |                  |                  |                    |                    |                    |                    |                            |                            |                            |                            |                            |                            |  |  |                   |                   |                   |                   |                   |                   |               |               |               |               |               |               |   |   |  |  |
|  |  |            |            |            |            |            |            |                   |                   |                          |                          |                          |                          |                          |                          |                |                |                  |                  |                  |                  |                    |                    |                    |                    |                            |                            |                            |                            |                            |                            |  |  |                   |                   |                   |                   |                   |                   |               |               |               |               |               |               |   |   |  |  |
|  |  |            |            |            |            |            |            |                   |                   |                          |                          |                          |                          |                          |                          |                |                |                  |                  |                  |                  |                    |                    |                    |                    |                            |                            |                            |                            |                            |                            |  |  |                   |                   |                   |                   |                   |                   |               |               |               |               |               |               |   |   |  |  |
|  |  |            |            |            |            |            |            |                   |                   |                          |                          |                          |                          |                          |                          |                |                |                  |                  |                  |                  |                    |                    |                    |                    |                            |                            |                            |                            |                            |                            |  |  |                   |                   |                   |                   |                   |                   |               |               |               |               |               |               |   |   |  |  |
|  |  |            |            |            |            |            |            |                   |                   | Jeremy Johnson           | Jeremy Johnson           | Jeremy Johnson           | Jeremy Johnson           | Jeremy Johnson           | Jeremy Johnson           |                |                | Candace Flynnová | Candace Flynnová | Candace Flynnová | Candace Flynnová | Candace Flynnová   | Candace Flynnová   |                    |                    | Phineas Flynn              | Phineas Flynn              | Phineas Flynn              | Phineas Flynn              | Phineas Flynn              | Phineas Flynn              |  |  |                   |                   |                   |                   |                   |                   | Ferb Fletcher | Ferb Fletcher | Ferb Fletcher | Ferb Fletcher | Ferb Fletcher | Ferb Fletcher |   |   |  |  |
|  |  |            |            |            |            |            |            |                   |                   | Jeremy Johnson           | Jeremy Johnson           | Jeremy Johnson           | Jeremy Johnson           | Jeremy Johnson           | Jeremy Johnson           |                |                | Candace Flynnová | Candace Flynnová | Candace Flynnová | Candace Flynnová | Candace Flynnová   | Candace Flynnová   |                    |                    | Phineas Flynn              | Phineas Flynn              | Phineas Flynn              | Phineas Flynn              | Phineas Flynn              | Phineas Flynn              |  |  |                   |                   |                   |                   |                   |                   | Ferb Fletcher | Ferb Fletcher | Ferb Fletcher | Ferb Fletcher | Ferb Fletcher | Ferb Fletcher |   |   |  |  |
|  |  |            |            |            |            |            |            |                   |                   |                          |                          |                          |                          |                          |                          |                |                |                  |                  |                  |                  |                    |                    |                    |                    |                            |                            |                            |                            |                            |                            |  |  |                   |                   |                   |                   |                   |                   |               |               |               |               |               |               |   |   |  |  |
|  |  |            |            |            |            |            |            |                   |                   |                          |                          |                          |                          |                          |                          |                |                |                  |                  |                  |                  |                    |                    |                    |                    |                            |                            |                            |                            |                            |                            |  |  |                   |                   |                   |                   |                   |                   |               |               |               |               |               |               |   |   |  |  |
|  |  |            |            |            |            |            |            |                   |                   |                          |                          |                          |                          |                          |                          |                |                |                  |                  |                  |                  |                    |                    |                    |                    |                            |                            |                            |                            |                            |                            |  |  |                   |                   |                   |                   |                   |                   |               |               |               |               |               |               |   |   |  |  |
|  |  |            |            |            |            |            |            |                   |                   |                          |                          |                          |                          |                          |                          |                |                |                  |                  |                  |                  |                    |                    |                    |                    |                            |                            |                            |                            |                            |                            |  |  |                   |                   |                   |                   |                   |                   |               |               |               |               |               |               |   |   |  |  |
|  |  |            |            |            |            |            |            | Amanda Johnsonová | Amanda Johnsonová | Amanda Johnsonová        | Amanda Johnsonová        | Amanda Johnsonová        | Amanda Johnsonová        | Xavier Johnson           | Xavier Johnson           | Xavier Johnson | Xavier Johnson | Xavier Johnson   | Xavier Johnson   | Fred Johnson     | Fred Johnson     | Fred Johnson       | Fred Johnson       | Fred Johnson       | Fred Johnson       |                            |                            |                            |                            |                            |                            |  |  |                   |                   |                   |                   |                   |                   |               |               |               |               |               |               |   |   |  |  |
|  |  |            |            |            |            |            |            | Amanda Johnsonová | Amanda Johnsonová | Amanda Johnsonová        | Amanda Johnsonová        | Amanda Johnsonová        | Amanda Johnsonová        | Xavier Johnson           | Xavier Johnson           | Xavier Johnson | Xavier Johnson | Xavier Johnson   | Xavier Johnson   | Fred Johnson     | Fred Johnson     | Fred Johnson       | Fred Johnson       | Fred Johnson       | Fred Johnson       |                            |                            |                            |                            |                            |                            |  |  |                   |                   |                   |                   |                   |                   |               |               |               |               |               |               |   |   |  |  |

## Milo a Murphyho zákoncrossover
Hlavní postavy se objeví na začátku 2. řady seriálu Milo a Murphyho zákon, který se odehrává ve stejném městě a spolupracovali na něm opět Dan Povenmire a Jeff "Swampy" Marsh. Phineas a Ferb spolu s přáteli a pomocí svých vynálezů pomohou Milovi porazit invazi zlých pistáciových monster. Doktor Dutošvarc a ptakopysk Perry se objevují průběžně během celé druhé řady.

## Vysílání
Po 8 letech (13. 1. 2023) od ukončení vysílání byla oznámena pátá a šestá série seriálu, a to každá po dvaceti nových dílech.
| Řada    | Díly    | Premiéra v USA    | Premiéra v USA     | Premiéra v ČR (ČT 2) | Premiéra v ČR (ČT 2) | Premiéra v ČR (Disney Channel) | Premiéra v ČR (Disney Channel) |
| Řada    | Díly    | První díl         | Poslední díl       | První díl            | Poslední díl         | První díl                      | Poslední díl                   |
| ------- | ------- | ----------------- | ------------------ | -------------------- | -------------------- | ------------------------------ | ------------------------------ |
| 1       | 26      | 17. srpna 2007    | 20. března 2009    | vysíláno             | vysíláno             | vysíláno                       | vysíláno                       |
| 2       | 39      | 19. února 2009    | 11. února 2011     | vysíláno             | vysíláno             | vysíláno                       | vysíláno                       |
| 3       | 35      | 4. března 2011    | 30. listopadu 2012 | vysíláno             | vysíláno             | vysíláno                       | vysíláno                       |
| 4       | 36      | 7. prosince 2012  | 12. června 2015    | vysíláno             | vysíláno             | vysíláno                       | vysíláno                       |
| 5       | 20      | 2024              | bude oznámeno      | bude oznámeno        | bude oznámeno        | bude oznámeno                  | bude oznámeno                  |
| 6       | 20      | bude oznámeno     | bude oznámeno      | bude oznámeno        | bude oznámeno        | bude oznámeno                  | bude oznámeno                  |
| Speciál | Speciál | 9. listopadu 2015 | 9. listopadu 2015  | nebylo vysíláno      | nebylo vysíláno      | 23. dubna 2017                 | 23. dubna 2017                 |
| Film    | Film    | 5. srpna 2011     | 5. srpna 2011      | 16. října 2012       | 16. října 2012       | 5. listopadu 2011              | 5. listopadu 2011              |